# 7 april
7 april är den 97:e dagen på året i den gregorianska kalendern (98:e under skottår). Det återstår 268 dagar av året.

## Återkommande bemärkelsedagar

### Helgdagar
- Påskdagen firas i västerländsk kristendom för att högtidlighålla Jesu återuppståndelse efter korsfästelsen, åren 1822, 1833, 1844, 1901, 1912, 1985, 1996, 2075, 2080.

### FN-dagar
- Världshälsodagen (temadag för att uppmärksamma människans hälsa i världen; instiftad till minne av världshälsoorganisationens grundande 1948)
- Bäverdagen (temadag för att uppmärksamma bävrarnas stora betydelse)[1]

## Namnsdagar

### I den svenska almanackan
- Nuvarande – Irma och Irmelin
- Föregående i bokstavsordning
  - Hampus – Namnet förekom på dagens datum på 1790-talet, men utgick sedan. 1986 återinfördes det på 29 augusti, där det har funnits sedan dess.
  - Hegesippus – Namnet fanns, till minne av kyrkohistorikeren Hegesippos i Rom och Jerusalem på 100-talet, på dagens datum före 1901, då det utgick.
  - Ingemo – Namnet infördes på dagens datum 1986, men utgick 1993.
  - Ingemund – Namnet fanns före 1901 tidvis på 17 februari. Detta år infördes det på dagens datum och fanns där fram till 1993, då det flyttades till 17 december. 2001 flyttades det till 2 april.
  - Irma – Namnet infördes på dagens datum 1986 och har funnits där sedan dess.
  - Irmelin – Namnet infördes 1986 på 17 december i den kortare formen Irmeli, men utgick 1993. 2001 återinfördes det i sin nuvarande form på dagens datum och har funnits där sedan dess.
  - Mimmi – Namnet infördes 1986 på 14 november. 1993 flyttades det till dagens datum, men utgick 2001.
- Föregående i kronologisk ordning
  - Före 1901 – Hegesippus och Hampus
  - 1901–1985 – Ingemund
  - 1986–1992 – Ingemund, Ingemo och Irma
  - 1993–2000 – Irma och Mimmi
  - Från 2001 – Irma och Irmelin
- Källor
  - Brylla, Eva (red.): Namnlängdsboken, Norstedts ordbok, Stockholm, 2000. ISBN 91-7227-204-X
  - af Klintberg, Bengt: Namnen i almanackan, Norstedts ordbok, Stockholm, 2001. ISBN 91-7227-292-9

### Finlandssvenska almanackan
- Nuvarande från 1929[2] – Allan
- I föregående revideringar[a][3]
  - inga ändringar sedan 1929

## Händelser
- 1141 – Sedan den engelske kungen Stefan av Blois’ trupper har blivit besegrade av hans kusin Matildas armé i slaget vid Lincoln den 2 februari utropas hon denna dag till regerande drottning av England i opposition mot Stefan. Hon erkänns dock inte i hela riket och redan den 1 november tvingas hon avsäga sig tronen.
- 1384 – I ett dokument av kung Albrekt av Mecklenburg omnämns den östgötska staden Norrköpings stadsprivilegium för första gången i bevarade källor. Forskarna tror att Norrköping kan ha erhållit stadsprivilegiet redan i början av 1300-talet, men eftersom detta är det äldsta bevarade beviset för det räknas denna dag som stadens grundläggningsdatum.
- 1655 – Sedan Innocentius X har avlidit den 7 januari väljs Fabio Chigi till påve och tar namnet Alexander VII.[4]
- 1906
  - Den svenska riksdagen antar en stavningsreform, som innebär att gammalstavningen tas bort från Sveriges skolor och myndigheter och att Svenska Akademiens ordlista över svenska språket ska ligga till grund för stavningen av svenska språket. Därmed avskaffas f, fv och hv som stavningar av v-ljudet och ersätts av enbart v (så att till exempel hvalf ska stavas valv), och dt ersätts av t eller tt för t-ljudet (så att till exempel rödt ska stavas rött). Pluraländelser på verb (till exempel vi gingo eller de stodo) avskaffas dock inte förrän på 1940-talet.
  - Den italienska vulkanen Vesuvius får ett utbrott, som ödelägger stora delar av staden Neapel och kräver över 100 människoliv. Vid detta utbrott sprutar Vesuvius ut mer lava än vid något annat av sina kända utbrott.
- 1939 – Italienska trupper inleder en invasion av Albanien, vilket den italienske diktatorn Benito Mussolini delvis har inspirerats till av den tyska annekteringen av Österrike och invasionen av Tjeckien i mars samma år. Den 12 april är invasionen slutförd och den albanske kungen Zog I har tvingats i exil. Albanien blir en del av Stor-Italien som ett kungarike i personalunion med det italienska, fram till 1943, då Albanien invaderas av Tyskland.
- 1945 – Japanerna genomför Operation Ten-Go, den sista stora japanska flottoperationen under kriget i Stilla havet under andra världskriget. Slagskeppet Yamato, som då är världens största, och nio andra japanska fartyg påbörjar ett självmordsanfall mot de amerikanska styrkorna under det pågående slaget om Okinawa, men de blir upptäckta innan de har kommit fram och Yamato och fem av de andra fartygen sänks av amerikanerna.
- 1948 – Förenta Nationerna inrättar Världshälsoorganisationen (World Health Orgianization; WHO), som ska arbeta för att världens befolkning ska vara vid så god hälsa som möjligt. Organisationen blir snart en viktig aktör vid bekämpandet av sjukdomar, genom distribution av vaccin och mediciner och även i att slutgiltigt försöka få bukt med stora världssjukdomar, såsom aids, malaria och smittkoppor.
- 1953 – Sedan norrmannen Trygve Lie har avgått från posten som Förenta nationernas generalsekreterare den 10 november året före väljs den svenske diplomaten Dag Hammarskjöld denna dag till hans efterträdare på posten, sedan han den 31 mars har föreslagits i säkerhetsrådet med 10 röster av 11. Hammarskjöld kommer att inneha posten till 1961, då han omkommer i en flygolycka.
- 1971 – De båda kroaterna Miro Barešić och Anđelko Brajković tar sig in på Jugoslaviens ambassad i Stockholm och skottskadar ambassadören Vladimir Rolović, som avlider av skadorna den 15 april. De båda kroaterna är medlemmar i den fascistiska och extremnationalistiska rörelsen Ustaša och genomför dådet som ett led i kampen för att Kroatien ska bli fritt från Jugoslavien. Målet uppnås först 20 år senare, när Jugoslavien i början av 1990-talet faller samman och dess delstater blir självständiga.
- 1990 – Passagerarfartyget M/S Scandinavian Star, som är på väg från den norska huvudstaden Oslo till Fredrikshamn i Danmark fattar eld utanför svenska Lysekil och branden är troligen anlagd. 158 personer av de 482 ombordvarande omkommer, varav 26 stycken är barn under 15 år och 3 är svenskar. Efter olyckan renoveras fartyget och fortsätter göra tjänst till 2004, då det skrotas. Polisundersökningen läggs så småningom ner och det blir aldrig fastställt hur bränderna uppstod eller vilka som ska ha varit skyldiga.
- 2003 – Under det pågående Irakkriget intar brittiska styrkor staden Basra, medan amerikanerna intar den irakiska huvudstaden Bagdads flygplats. När hela Bagdad faller i invasionsstyrkans händer två dagar senare faller även Saddam Husseins regim och därmed är invasionen av Irak i praktiken över (även om den officiellt förklaras avslutad först 1 maj).
- 2017
  - Terrordådet i Stockholm 2017 sker på Drottninggatan i centrala Stockholm. En kapad lastbil åker igenom en folkmassa i hög hastighet och kraschar slutligen in i entrén till Åhléns City. Tre personer dör omedelbart. Ytterligare två personer avlider på sjukhus, en samma dag och en tre veckor senare. Femton skadas och av dem skadas nio allvarligt. Gärningsmannen Rakhmat Akilov grips samma kväll och döms senare till livstids fängelse.
  - USA genomför en omfattande attack mot flygfältet Shayrat kontrollerat av den syriska myndigheten efter Syriens misstänkta attack där kemiska vapen användes mot befolkningen i Khan Sheikhun den 4 april.[5] 59 kryssningsrobotar av typen Tomahawk avfyras mot flygfältet som ligger i närheten av staden Homs, på direkt order av Donald Trump. Attacken ska ha slagit ut stora delar av flygbasen. Minst sju syriska soldater dödas.

## Födda
- 1506 – Frans Xavier, spansk jesuit, missionär och helgon
- 1644 – François de Neufville, fransk hertig, militär och marskalk
- 1652 – Clemens XII, född Lorenzo Corsini, påve 1730–1740
- 1742 – Gunning Bedford, amerikansk federalistisk politiker, guvernör i Delaware 1796–1797
- 1770 – William Wordsworth, brittisk poet
- 1772 – Charles Fourier, fransk filosof och nationalekonom
- 1786 – William R. King, amerikansk demokratisk politiker, USA:s vicepresident 1853
- 1825 – John H. Gear, amerikansk republikansk politiker, guvernör i Iowa 1878–1882, senator för samma delstat 1895–1900
- 1855 – Clara Wæver, dansk textilkonstnär
- 1868 – Herman Lundborg, svensk läkare och rasbiolog
- 1876 – Heinrich Tessenow, tysk arkitekt
- 1878 – Ivar Tengbom, svensk arkitekt och professor
- 1882 – Kurt von Schleicher, tysk general och politiker, Tysklands rikskansler 1932–1933
- 1883 – Gino Severini, italiensk målare inom futurismen
- 1887
  - Jens Einar Meulengracht, dansk läkare
  - Torsten Holm, svensk författare
- 1889 – Gabriela Mistral, chilensk pedagog och författare, mottagare av Nobelpriset i litteratur 1945
- 1893 – Allen Dulles, amerikansk jurist och underrättelsechef
- 1908 – Ebba Lindqvist, svensk författare och lyriker
- 1912 – Sven Bertil Norberg, svensk skådespelare
- 1915 – Billie Holiday, amerikansk jazzsångare och låtskrivare
- 1916 – Anders Ek, svensk skådespelare
- 1919 – Ed Edmondson, amerikansk demokratisk politiker, kongressledamot 1953–1973
- 1920
  - Monica Schildt, svensk skådespelare
  - Ravi Shankar, indisk sitarspelare och kompositör
- 1922 – Mongo Santamaria, kubansk sångare och trumslagare
- 1924 – Espen Skjønberg, norsk skådespelare
- 1928
  - Per Appelberg, svensk skådespelare
  - James Garner, amerikansk skådespelare
- 1931 – Daniel Ellsberg, amerikansk fredsaktivist
- 1934 – Giuseppe D'Altrui, italiensk vattenpolospelare
- 1938
  - Jerry Brown, amerikansk politiker, Kaliforniens guvernör 1975–1983 och 2011–2019
  - Spencer Dryden, amerikansk musiker, trumslagare i gruppen Jefferson Airplane
- 1939
  - Francis Ford Coppola, amerikansk filmregissör
  - Kjell Kaspersen, norsk fotbollsspelare
- 1940 – Per Mindus, svensk professor i psykiatri
- 1941
  - Gorden Kaye, brittisk skådespelare
  - Danny Wells, kanadensisk skådespelare
- 1943 – Evabritt Strandberg, svensk skådespelare och sångare
- 1944
  - Makoto Kobayashi, japansk fysiker, mottagare av Nobelpriset i fysik 2008
  - Gerhard Schröder, tysk socialdemokratisk politiker, Tysklands förbundskansler 1998–2005
  - Julia Phillips, amerikansk filmproducent och författare
- 1945 – Bob Brady, amerikansk demokratisk politiker, kongressledamot 1998–2019
- 1947
  - Ulf Brunnberg, svensk skådespelare
  - Florian Schneider-Esleben, tysk musiker, medgrundare av Kraftwerk
- 1948 – Arnie Robinson, amerikansk friidrottare, OS-guld 1976
- 1951 – Janis Ian, amerikansk musiker och författare
- 1952 – Ewa Munther, svensk skådespelare och präst
- 1954 – Jackie Chan, kinesisk skådespelare
- 1956
  - Annika Billström, svensk socialdemokratisk politiker
  - Maria Johansson, svensk skådespelare och regissör
- 1962 – Jon Cruddas, brittisk labourpolitiker, parlamentsledamot 2001–2024
- 1964 – Russell Crowe, australisk skådespelare
- 1971 – Guillaume Depardieu, fransk skådespelare
- 1972 – Caroline af Ugglas, svensk sångare
- 1974 – Baker Karim, svensk regissör, producent och manusförfattare
- 1980 – Jens Malmlöf, svensk skådespelare, manusförfattare, låtskrivare, musikproducent och sångare
- 1983 – Franck Ribéry, fransk fotbollsspelare
- 1987 – Jessica Steffens, amerikansk vattenpolospelare
- 1988 – Thibo Girardon, svensk artist med artistnamnet Panda da Panda

## Avlidna
- 1230 – Ingegärd Birgersdotter, omkring 50, Sveriges drottning 1200–1208 (gift med Sverker den yngre) (möjligen död denna dag)
- 1472 – Tuve Nielsen (Juul), dansk kyrkoman ärkebiskop i Lunds stift sedan 1443
- 1498 – Karl VIII, 27, kung av Frankrike sedan 1483
- 1614 – El Greco, 72, grekisk-spansk målare
- 1651 – Lennart Torstenson, 47, svensk militär, general, riksråd och fältmarskalk
- 1719 – Elias Palmskiöld, 51, svensk arkivman och samlare, arkivsekreterare i Riksarkivet sedan 1702
- 1739 – Dick Turpin, 33, brittisk stråtrövare (avrättad)
- 1766 – Tiberius Hemsterhuis, 81, nederländsk språkforskare
- 1803 – François Toussaint l'Ouverture, 59, haitisk frihetsledare
- 1835 – James Brown, 68, amerikansk politiker och diplomat, senator för Louisiana 1813–1817 och 1819–1823
- 1836 – William Godwin, 80, brittisk filosof, samhällskritiker och författare
- 1864 – Robert Francis Withers Allston, 62, amerikansk demokratisk politiker, guvernör i South Carolina 1856–1858
- 1877 – Amos Nourse, 82, amerikansk republikansk politiker och professor, senator för Maine 1857
- 1889 – Carl Benedict Mesterton, 63, svensk läkare och akademisk lärare
- 1891
  - P.T. Barnum, 80, amerikansk cirkusdirektör och underhållningsentreprenör
  - Daniel Gould Fowle, 60, amerikansk demokratisk politiker och jurist, guvernör i North Carolina sedan 1889
- 1895 – James L. Kemper, 71, amerikansk jurist, militär och politiker, guvernör i Virginia 1874–1878
- 1914 – Albert Theodor Gellerstedt, 77, svensk poet, arkitekt och ingenjör, ledamot av Svenska Akademien sedan 1901
- 1926 – Friedel J. Pick, 58, tjeckisk-österrikisk läkare
- 1930 – Octaviano Ambrosio Larrazolo, 70, mexikansk-amerikansk politiker, guvernör i New Mexico 1919–1921, senator för samma delstat 1928–1929
- 1936 – Marilyn Miller, 37, amerikansk skådespelare och dansare
- 1938 – Suzanne Valadon, 72, fransk målare
- 1943 – Helmuth Groscurth, 44, tysk officer
- 1947 – Henry Ford, 83, amerikansk biltillverkare och industrialist, vd för Ford Motor Company
- 1950 – Walter Huston, 67, kanadensisk-amerikansk skådespelare
- 1955 – Theda Bara, 69, amerikansk skådespelare
- 1968 – Jim Clark, 32, brittisk racerförare (racingolycka)
- 1977 – Siegfried Buback, 57, tysk jurist (mördad)
- 1984 – Frank Church, 59, amerikansk demokratisk politiker, senator för Idaho 1957–1981
- 1986 – Leonid Kantorovitj, 74, rysk matematiker och ekonom, mottagare av Sveriges riksbanks pris i ekonomisk vetenskap till Alfred Nobels minne 1975
- 1987 – Carl-Axel Hallgren, 68, svensk skådespelare och operasångare (baryton)
- 1998 – Elsie Bodin, 89, svensk sångare och skådespelare
- 2002 – John Agar, 81, amerikansk skådespelare
- 2005 – Max von der Grün, 78, tysk författare
- 2006 – Marta Lindberg, 93, svensk socialdemokratisk politiker
- 2007
  - Johnny Hart, 76, amerikansk serietecknare
  - Doreen Denning, 78, svensk skådespelare och dubbningsregissör
- 2009
  - Dave Arneson, 61, amerikansk spelformgivare, skapare av rollspelet Dungeons & Dragons
  - Monica Boëthius, 81, svensk journalist
- 2011
  - Leif Björklund, 68, svensk sångare och dragspelare med smeknamnet Burken, medlem i gruppen Rockfolket
  - Hugh FitzRoy, 92, brittisk aristokrat, hertig av Grafton sedan 1970
- 2012
  - Mike Wallace, 93, amerikansk journalist, känd från bland annat nyhetsprogrammet 60 Minutes
  - Arne Gadd, 79, svensk politiker
- 2013 – Björn Lönnqvist, 68, svensk illusionist, konstnär, föreläsare och rekvisitör med artistnamnet Johnny Lonn
- 2014 – Peaches Geldof, 25, brittisk modell och skribent, dotter till Bob Geldof
- 2017 – Tim Pigott-Smith, 70, brittisk skådespelare
- 2018 – Peter Grünberg, 78, tysk fysiker, mottagare av Nobelpriset i fysik 2007
- 2022 – Birgit Nordin, 88, svensk sopranoperasångare
- 2023 – Benjamin Ferencz, 103, amerikansk jurist